# Rally van Ieper 2018
De Rally van Ieper 2018, officieel Renties Ypres Rally 2018, is de 54ste editie van de Rally van Ieper. De rally werd gewonnen door Thierry Neuville, nadat hij het jaar ervoor crashte en de strijd moest staken. Neuville reed met zijn vaste copiloot Nicolas Gilsoul.

## Verreden kampioenschappen en proeven
De rally is onderdeel van dezelfde kampioenschappen als het jaar ervoor, zijnde het Belgisch kampioenschap rally, het Brits rallykampioenschap, de Tour European Rally en de Benelux Rally Trophy.
De rally werd naar gewoonte opnieuw over twee dagen verreden, met op vrijdag en zaterdag respectievelijk één en twee klassementsproeven meer dan het jaar ervoor, goed voor in totaal 20 extra rallykilometers.

## Deelnemers
Er waren iets minder deelnemers dan het jaar ervoor, met een totaal van 116 wagens. Daaronder waren er 29 R5-wagens en 8 Porsches in de GT-categorie. Hieronder ook opnieuw Patrick Snijers, die het jaar ervoor forfait moest geven wegens afhaken van de hoofdsponsor.

### R5's
R5 is de snelste categorie van de wagens die in principe het best geschikt zijn voor dit parcours, dus die standaard voor de titel strijden.
| Nummer | Rijder                  | Navigator           | Auto                    |
| ------ | ----------------------- | ------------------- | ----------------------- |
| 14     | Cédric Cherain          | Filip Cuvelier      | Škoda Fabia R5          |
| 5      | Thierry Neuville        | Nicolas Gilsoul     | Hyundai i20 R5          |
| 2      | Kevin Abbring           | Pieter Tsjoen       | Citroën C3 R5           |
| 46     | Vincent Verschueren     | Véronique Hostens   | Škoda Fabia R5          |
| 6      | Kris Princen            | Bram Eelbode        | Škoda Fabia R5          |
| 4      | Ole Christian Veiby     | Stig Rune Skjærmoen | Škoda Fabia R5          |
| 11     | Rhys Yates              | Elliott Edmondson   | Škoda Fabia R5          |
| 10     | Kevin Demaerschalk      | Lara Vanneste       | Citroën C3 R5           |
| 16     | Sam Moffett             | Karl Atkinson       | Ford Fiesta R5          |
| 8      | Hermen Kobus            | Erik De Wild        | Škoda Fabia R5          |
| 12     | David Bogie             | Rowan John          | Škoda Fabia R5          |
| 9      | Martin McCormack        | David Moynihan      | Škoda Fabia R5          |
| 15     | Adrian Fernémont        | Samuel Maillen      | Škoda Fabia R5          |
| 3      | Keith Cronin            | Mikie Galvin        | Hyundai i20 R5          |
| 17     | Sébastien Bedoret       | Thomas Walbrecq     | Škoda Fabia R5          |
| 19     | Pieterjanmichiel Cracco | Jasper Vermeulen    | Ford Fiesta R5          |
| 1      | Bryan Bouffier          | Xavier Panseri      | Škoda Fabia R5          |
| 42     | Guillaume de Mevius     | Martijn Wydaeghe    | Peugeot 208 T16         |
| 24     | Alex Laffey             | Patrick Walsh       | Ford Fiesta R5          |
| 18     | Davy Vanneste           | Eddy Snaet          | Škoda Fabia R5          |
| 20     | Didier Duquesne         | François Geerlandt  | Škoda Fabia R5          |
| 21     | Achiel Boxoen           | Jasper Vermeulen    | Ford Fiesta R5          |
| 30     | Bruno Parmentier        | Hans Delorge        | Ford Fiesta R5          |
| 31     | Filip Pyck              | Peter Dehouck       | Mitsubishi Lancer Evo X |
| 26     | Lawrence Whyte          | Paul Beaton         | Ford Fiesta R5          |
| 23     | Robin Maes              | Christophe Declerck | Škoda Fabia R5          |
| 29     | Philip Cracco           | Jeannick Breyne     | Ford Fiesta R5          |
| 7      | Matthew Edwards         | Darren Garrod       | Ford Fiesta R5          |
| 22     | Kevin van Deijne        | Kris Botson         | Ford Fiesta R5          |
| 25     | Steven Dolfen           | Thijs Ozeel         | Citroën DS3 R5          |
| 27     | Hugues Lapouille        | Philippe Devienne   | Citroën DS3 R5          |
| 28     | Martin van Iersel       | Sylvia Visser-Bos   | Hyundai i20 R5          |

### RGT-Categorie
Het aantal Porsches in de RGT-categorie steeg dit jaar naar 8, tegenover 5 het jaar ervoor.
| Nummer | Rijder             | Navigator         | Auto            |
| ------ | ------------------ | ----------------- | --------------- |
| 32     | Patrick Snijers    | Davy Thierie      | Porsche 997 GT3 |
| 33     | Timothy Van Parys  | Kurt Heyndrickx   | Porsche 997 GT3 |
| 34     | Fredericq Delplace | Arne Bruneel      | Porsche 997 GT3 |
| 35     | Gunther Monnens    | Stijn Vandaele    | Porsche 997 GT3 |
| 36     | Claudie Tanghe     | Denis Squedin     | Porsche 997 GT3 |
| 37     | Jochen Claerhout   | Piero Vandeputte  | Porsche 997 GT3 |
| 38     | Chris Van Woensel  | Diederik Pattyn   | Porsche 997 GT3 |
| 45     | Yves Bruneel       | Matthieu Depotter | Porsche 911 GT3 |

## Overzicht van de rally
| Dag           | Proef                 | Naam        | Lengte                         | Winnaar                               | Tijd   | Gem. snelh. (km/h) | Rallyleider      |
| ------------- | --------------------- | ----------- | ------------------------------ | ------------------------------------- | ------ | ------------------ | ---------------- |
| Dag 1 22 juni | KP1                   | Langemark   | 8.97 km                        | Bryan Bouffier                        | 4:31.0 | 119.2              | Bryan Bouffier   |
| Dag 1 22 juni | KP2                   | Dikkebus 1  | 12.53 km                       | Thierry Neuville                      | 6:46.1 | 111.1              | Thierry Neuville |
| Dag 1 22 juni | KP3                   | Dranouter 1 | 12.52 km                       | Thierry Neuville                      | 6:32.0 | 115.0              | Thierry Neuville |
| Dag 1 22 juni | KP4                   | Mesen 1     | 7.95 km                        | Thierry Neuville                      | 4:19.5 | 110.3              | Thierry Neuville |
| Dag 1 22 juni | KP5                   | Hollebeke 1 | 8.38 km                        | Kris Princen                          | 4:39.6 | 107.9              | Thierry Neuville |
| Dag 1 22 juni | KP6                   | Dikkebus 2  | 12.53 km                       | Thierry Neuville                      | 6:43.4 | 111.8              | Thierry Neuville |
| Dag 1 22 juni | KP7                   | Dranouter 2 | 12.52 km                       | Thierry Neuville                      | 6:27.0 | 116.5              | Thierry Neuville |
| Dag 1 22 juni | KP8                   | Mesen 2     | 7.95 km                        | Thierry Neuville, Vincent Verschueren | 4:18.3 | 110.8              | Thierry Neuville |
| Dag 1 22 juni | KP9                   | Hollebeke 2 | 8.38 km                        | Thierry Neuville                      | 4:37.9 | 108.6              | Thierry Neuville |
| Dag 2 23 juni |                       |             |                                |                                       |        |                    | Thierry Neuville |
| KP10          | Kemmelberg 1          | 15.00 km    | Thierry Neuville               | 8:18.1                                | 108.4  |                    | Thierry Neuville |
| KP11          | Zillebeke 1           | 14.3 km     | Thierry Neuville               | 7:39.6                                | 109.9  |                    | Thierry Neuville |
| KP12          | Zonnebeke 1           | 10.57 km    | Thierry Neuville               | 5:41.8                                | 111.3  |                    | Thierry Neuville |
| KP13          | Reninge 1             | 11.92 km    | Vincent Verschueren            | 6:10.2                                | 115.9  |                    | Thierry Neuville |
| KP14          | Vleteren 1            | 9.25 km     | Thierry Neuville               | 4:48.6                                | 115.4  |                    | Thierry Neuville |
| KP15          | Watou 1               | 14.77 km    | Vincent Verschueren            | 7:39.8                                | 115.6  |                    | Thierry Neuville |
| KP16          | Westouter-Boeschepe 1 | 17.53 km    | Vincent Verschueren            | 9:51.9                                | 106.6  |                    | Thierry Neuville |
| KP17          | Kemmelberg 2          | 15.00 km    | Thierry Neuville               | 8:18.9                                | 108.2  |                    | Thierry Neuville |
| KP18          | Zillebeke 2           | 14.3 km     | Thierry Neuville               | 7:37.0                                | 110.5  |                    | Thierry Neuville |
| KP19          | Zonnebeke 2           | 10.57 km    | Thierry Neuville, Kris Princen | 5:39.9                                | 112.0  |                    | Thierry Neuville |
| KP20          | Reninge 2             | 11.92 km    | Kris Princen                   | 6:05.2                                | 117.5  |                    | Thierry Neuville |
| KP21          | Vleteren 2            | 9.25 km     | Kris Princen                   | 4:42.7                                | 117.8  |                    | Thierry Neuville |
| KP22          | Watou 2               | 14.77 km    | Kris Princen                   | 7:37.4                                | 113.2  |                    | Thierry Neuville |
| KP23          | Westouter-Boeschepe 2 | 17.53 km    | Kris Princen                   | 9:44.8                                | 107.9  |                    | Thierry Neuville |

## Eindklassement
| Pos. | Rijder | Navigator | Auto | Tijd | Verschil |
| ---- | ------ | --------- | ---- | ---- | -------- |